# Ryan Fulton
Ryan William Fulton (Burnley, 23 maggio 1996) è un calciatore scozzese, portiere degli Hearts.

## Carriera

### Club
Cresciuto nel settore giovanile del Liverpool, il 22 gennaio 2016 passa in prestito al Portsmouth, con cui inizia la carriera professionistica. Il 10 luglio seguente si trasferisce, sempre a titolo temporaneo, al Chesterfield; Il 18 luglio 2017 viene acquistato dall'Hamilton Academical, con cui si lega con un biennale. Nel 2018 prolunga fino al 2021 con il club scozzese.

### Nazionale
Ha giocato nelle nazionali giovanili scozzesi Under-15, Under-16, Under-19 ed Under-21.

## Statistiche

### Presenze e reti nei club
Statistiche aggiornate al 26 dicembre 2020.
| Stagione                   | Squadra                    | Campionato                 | Campionato | Campionato | Coppe nazionali | Coppe nazionali | Coppe nazionali | Coppe continentali | Coppe continentali | Coppe continentali | Altre coppe | Altre coppe | Altre coppe | Totale | Totale |
| Stagione                   | Squadra                    | Comp                       | Pres       | Reti       | Comp            | Pres            | Reti            | Comp               | Pres               | Reti               | Comp        | Pres        | Reti        | Pres   | Reti   |
| -------------------------- | -------------------------- | -------------------------- | ---------- | ---------- | --------------- | --------------- | --------------- | ------------------ | ------------------ | ------------------ | ----------- | ----------- | ----------- | ------ | ------ |
| 2015-gen. 2016             | Liverpool                  | PL                         | 0          | 0          | FACup+CdL       | 0+0             | 0               | UEL                | -                  | -                  | -           | -           | -           | 0      | 0      |
| gen.-mar. 2016             | Portsmouth                 | FL2                        | 12         | -13        | FACup+CdL       | 1+0             | -2 + 0          | -                  | -                  | -                  | EFLT        | -           | -           | 13     | -15    |
| 2016-2017                  | Chesterfield               | FL1                        | 26         | -41        | FACup+CdL       | 2+1             | -6 + -3         | -                  | -                  | -                  | EFLT        | 0           | 0           | 29     | -50    |
| 2017-2018                  | Hamilton Academical        | SP                         | 6          | -11        | SC+CdL          | 0+1             | 0 + -4          | -                  | -                  | -                  | -           | -           | -           | 7      | -15    |
| 2018-2019                  | Hamilton Academical        | SP                         | 4          | -9         | SC+CdL          | 1+1             | -2 + 0          | -                  | -                  | -                  | -           | -           | -           | 6      | -11    |
| 2019-2020                  | Hamilton Academical        | SP                         | 0          | 0          | SC+CdL          | 0+0             | 0               | -                  | -                  | -                  | -           | -           | -           | 0      | 0      |
| 2020-2021                  | Hamilton Academical        | SP                         | 28         | -51        | SC+CdL          | 1+2             | -3 + -3         | -                  | -                  | -                  | -           | -           | -           | 31     | -57    |
| 2021-2022                  | Hamilton Academical        | SC                         | 20         | -36        | SC+CdL          | 0               | 0               | -                  | -                  | -                  | SCC         | 1           | -2          | 21     | -38    |
| 2022-2023                  | Hamilton Academical        | SC                         | 33         | -55        | SC+CdL          | 3+4             | -2 + -6         | -                  | -                  | -                  | SCC         | 1           | 0           | 41     | -63    |
| 2023-2024                  | Hamilton Academical        | SL1                        | 12         | -7         | SC+CdL          | 1+0             | -2 + 0          | -                  | -                  | -                  | SCC         | 2           | -6          | 15     | -15    |
| Totale Hamilton Academical | Totale Hamilton Academical | Totale Hamilton Academical | 103        | -169       |                 | 14              | -22             |                    | -                  | -                  |             | 4           | -8          | 121    | -199   |
| Totale carriera            | Totale carriera            | Totale carriera            | 141        | -223       |                 | 18              | -33             |                    | -                  | -                  |             | 4           | -8          | 163    | -264   |

## Palmarès

### Club

#### Competizioni nazionali
- Scottish Challenge Cup: 1

Hamilton Academical: 2022-2023